# Gongylidioides
Gongylidioides là một chi nhện trong họ Linyphiidae.

## Hình ảnh

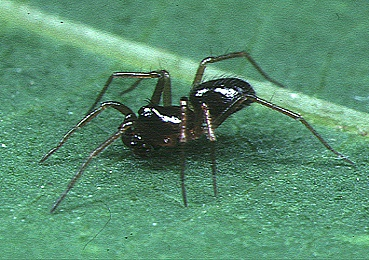